# Antônio dos Santos Neiva
Antônio dos Santos Neiva, primeiro e único barão de Minas Novas (Minas Gerais — Araçuaí, 26 de dezembro de 1888), foi um nobre brasileiro.
Comandante da Guarda Nacional em Minas Novas, foi agraciado barão em 19 de julho de 1879.